# Courtney Lee Sarault
Courtney Lee Sarault (* 24. April 2000 in Grand Rapids) ist eine kanadische Shorttrackerin.

## Werdegang
Sarault startete international erstmals bei den Juniorenweltmeisterschaften 2017 in Innsbruck. Dort belegte sie den 39. Platz im Mehrkampf und den vierten Rang mit der Staffel. Im folgenden Jahr holte sie bei den Juniorenweltmeisterschaften in Tomaszów Mazowiecki die Silbermedaille im Mehrkampf und die Goldmedaille mit der Staffel. Ihr Debüt im Weltcup hatte sie zu Beginn der Saison 2018/19 in Calgary. Dort kam sie auf den vierten Platz über 1000 m, auf den dritten Rang mit der Staffel und auf den zweiten Platz über 1500 m. Bei den Juniorenweltmeisterschaften 2019 in Montreal gewann sie die Bronzemedaille mit der Staffel. Im Februar 2019 wurde sie beim Weltcup in Turin Zweite mit der Mixed-Staffel. Im folgenden Monat holte sie bei den Weltmeisterschaften in Sofia die Bronzemedaille mit der Staffel und belegte im Mehrkampf den 23. Platz.
In der Saison 2019/20 holte Sarault im Weltcup in Shanghai mit der Staffel ihren ersten Weltcupsieg. Zudem errang sie mit der Staffel zweimal den zweiten Platz und einmal dritten Platz. In den Einzelrennen kam sie dreimal auf den zweiten und einmal auf den dritten Platz und erreichte damit den siebten Platz im Weltcup über 1000 m und den sechsten Rang im Weltcup über 1500 m. Bei den Vier-Kontinente-Meisterschaften 2020 in Montreal gewann sie über 500 m und im Mehrkampf jeweils die Bronzemedaille und über 1000 m und mit der Staffel jeweils die Silbermedaille.

## Weltcupsiege

### Weltcupsiege im Einzel
| Nr. | Datum             | Ort     | Disziplin |
| --- | ----------------- | ------- | --------- |
| 1.  | 10. Dezember 2022 | Almaty  | 1000 m    |
| 2.  | 17. Dezember 2022 | Almaty  | 1500 m    |
| 3.  | 9. Februar 2025   | Tilburg | 1500 m    |

### Weltcupsiege im Team
| Nr. | Datum             | Ort         |
| --- | ----------------- | ----------- |
| 1.  | 8. Dezember 2019  | Shanghai 1  |
| 2.  | 11. Dezember 2022 | Almaty 2    |
| 3.  | 12. Februar 2023  | Dordrecht 3 |
| 4.  | 22. Oktober 2023  | Montreal 4  |
| 5.  | 7. Dezember 2024  | Peking 5    |
| 6.  | 14. Dezember 2024 | Seoul 5     |

## Persönliche Bestzeiten
- 0500 m  0:42,759 s (aufgestellt am 10. Dezember 2023 in Peking)
- 1000 m    1:27,470 min (aufgestellt am 7. März 2021 in Dordrecht)
- 1500 m    2:18,266 min (aufgestellt am 23. Oktober 2021 in Peking)
- 3000 m    5:21,773 min (aufgestellt am 7. März 2021 in Dordrecht)